# 中吉涼子
中吉 涼子（なかよし りょうこ、(1989年7月25日 - ）は、日本の歌手・アイドル。
2007年7月23日、女性アイドルグループMarryDoll結成。
2013年4月21日のマリードール解散までRyoko名で活動。

## 人物
- 幼少期からモデルやタレント活動をしており芸歴は長い。
- マリードール時代のイメージカラーはピンク■。
- MarryDollオリジナルメンバーであり、名づけ親でもある。 MarryDollの心臓ともいえるメンバー。
- 人を疑うことをあまり知らず、信じやすく騙されやすい。ドッキリには簡単に引っかかる。
- センシティブ、かつ情に熱い性格。涙もろい。
- マリーアントワネットに憧れていて、お姫様になれると今でも信じている。好きな漫画は「ベルサイユのばら」。
- 中学時代は陸上部に所属していた。50m走の最高記録は6.4秒とカモシカのように速い。マリードール時代にはバック転もマスターした。
- 現在の特技はアナと雪の女王の劇中歌『Let It Go～ありのままで～』の劇中映像に合わせたエルサの完コピカラオケ。

## 経歴

### 2007年
- 7月23日、京田真以美とMarryDoll結成。
- 8月24日、FANJにて初ライブ。
- 12月24日、ファーストシングル『babystar』発売。

### 2008年
- 5月6日、京田真以美が学業に専念するため、MarryDollを卒業。
- 5月10日、セカンドシングル『tell me』発売。
- 6月8日、 MisaがMarryDoll加入。
- 7月5日、「アイドルサイドを歩け!!〜Walk On The Idol Side〜」(Kiss-FM KOBE)、アメリカ村TVにて配信開始。
- 7月26日、主催イベント「MarryDoll -1周年&涼子生誕祭イベント-」開催。
- 8月10日、11日、「加護亜依◇復帰イベント」のオープニングアクトを務める。
- 9月20日、サードシングル『Honey☆Tune』を2タイトル同時発売。
- 11月30日、アイドルサイドを歩け!!のお出かけイベント〜アイアル学園祭でサウンドクルーを務める。

### 2009年
- 4月4日、MarryDollがレギュラーアシスタントを務める「アイドルスナイパー」が放送開始。
- 4月17日、トンボリステーションでラジカルビデオジョッキーのレギュラー始まる。
- 5月7日、ミューパラ特区（ABC朝日放送）で5月のエンディングテーマ曲に「大好きのヒミツ」が選ばれる。
- 5月13日、ミニアルバム『SWEET&SMILE』発売。
- 7月25日、ワンマンライブ「SWEET&SMILE」開催。300人集客。

### 2010年
- 2月、活動拠点を東京に移す。
- 5月21日、4thシングル『YES!存在証明!』発売。
- 8月7日、ワンマンライブ「REVRIMIT」開催。東京で350人を集客。
- 10月15日、「音エモン」（関西テレビ）金曜日のレギュラーに抜擢される。担当コーナー放送開始。
- 11月1日、徳島大学学園祭ライブに2年連続で出演。
- 12月3日、ワンマンライブ「音エモン PRESENTS マリードールハウス IN LIVE HOUSE クリスマススペシャル」開催。
- 12月5日、女子プロボクシングイベント「To the Future 〜未来へ〜Vol.08」（フュチュール主催）で行われる「WBA世界女子ミニマム級タイトルマッチ」サポーターズに就任。オープニングアクトとして出演し公式応援ソングを披露。ラウンドガールを務める。

### 2011年
- 2月5日、TSM卒業・進級制作展に出演。
- 2月9日、林田健司、伊秩弘将楽曲提供の両A面シングル『走れ！全力少女/強引YOUR WAY』発売。全国のタワーレコードで独占販売。iTunesで配信開始。
- 2月 - 3月、全国各地のタワーレコードにて新曲発売インストアイベント開催。
- 4月2日、「一緒に食べよ♪土曜日」と「見たい!出たい!作りたい!」（あっ!とおどろく放送局)のレギュラーメインMCに起用される。
- 8月20日、『真夏のぶち抜きオールナイトLIVE「角ROCK 2011」』松竹芸能 新宿角座にて漫才を披露。
- 8月21日、24時間テレビ、鳥取県米子市にて日本海テレビの生放送に出演。
- 8月25日、みょーちゃん劇団 第4回公演『華れみょなる一族』松竹芸能 新宿角座にて初舞台。
- 8月28日、女子プロボクシングイベント「To the Future 〜未来へ〜Vol.10」（フュチュール主催）でオープニングアクトとして出演し公式応援ソングを披露。ラウンドガールを務める。
- 9月22日、女子プロボクシングイベント「TO THE FUTURE 〜未来へ〜vol.11〜トリプル女子世界タイトルマッチ」（フュチュール主催）後楽園ホールでオープニングアクトとして出演し公式応援ソングを披露。ラウンドガールを務める。
- 12月25日、アイフルの「わんポチッと。」のCMに出演。RyokoとMisaによるアイドルユニットMarryDollが、セクシーな犬のコスチュームで歌って踊るおもしろダンスを公開。

### 2012年
- 2月10日、東アジア・大阪魅力発信キャンペーン事業の大阪府観光誘致PR映像に出演。中国上海市「上海華亭賓館」でライブパフォーマンスを披露。
- 2月25日、男子キックボクシングイベント「Jawin presents ビッグバン・統一への道 〜其の八〜」（谷山ジム主催）ディファ有明でスペシャルサポーターとして出演。
- 4月27日、『春波胎動〜春のニューウェイヴ祭りその１』＠渋谷スターラウンジにてみょーちゃん 劇団として出演。
- 4月30日、MarryDoll ワンマンLIVE『今をMAX BET〜極太音祭〜』を吉祥寺CLUB SEATAで開催。
- 6月27日・28日、中国北京・国家会議センター開催された『北京フォーラム都市展示会』でライブパフォーマンスを披露。
- 7月8日、新潟にて初ライブ。『IDOL☆UNIVERSE in NIIGATA Vol.2』＠LIVE SPACE The PLANET niigataに出演。
- 8月4日・5日、『TOKYO IDOL FESTIVAL 2012』＠お台場・青海特設会場に初出演。「HOT STAGE」では裸祭り・「SKY STAGE」では放水祭りをし、「WONDER FUTURE PLANET」では裏グランドフィナーレを開催。
- 8月18日、MarryDoll プチワンマンLIVE『〜みさのすけの聖誕祭しちゃうのすけ！〜』を上野 BRASHで開催。
- 9月7日、みょーちゃん劇団 第5回公演『みょく道の妻たち』松竹芸能 新宿角座にて舞台。
- 9月29日、初MarryDoll主催イベントを開催。『正統派アイドルVSキワモノアイドルライブバトル2012秋』＠亀戸YANAGI
- 9月30日、2009年からの契約事務所「D-Mix Entertainment」と契約期間終了。
- 10月2日、MarryDoll新ホームページ開設。http://marrydoll.jimdo.com/
- 11月4日、『〜MarryDoll presents〜大阪アイドル×アイドルDJ サンデーナイト!!』開催。

### 2013年
- 1月19日、「MarryDoll」から「マリードール」への改名を発表。
- 2月13日、約2年ぶりとなる改名後初リリース曲『超無限可能性時代・ヒカリ射す方へ』をタワーレコード全国流通にて発売。
- 2月12日-17日、怒涛のインストアイベントにて『超無限可能性時代・ヒカリ射す方へ』1200枚を完売。
- 2月17日、『超無限可能性時代・ヒカリ射す方へ』が2月17日付けオリコンチャートデイリーランキングにて第25位、インディーズチャートにて第12位を獲得。
- 3月3日、街角美人presents Tokyo Fashion Collection(Zepp Divercity Tokyo)にゲスト出演。
- 3月20日、『マリードール Tour in OKINAWA』にて沖縄初上陸を果たす。
- 3月26日、twitterにて突然の解散発表。4月21日のワンマンライブを持っての活動終了を宣言。直後に『マリードール』がtwitterのホットワードに浮上。
- 4月18日、目黒FM『idol st@tion』にゲスト出演し、解散についての心境を語る。
- 4月21日、『マリードール ワンマンライブ2013〜今が思い出に変わるその瞬間〜』を開催。「マリードール」解散。
- 5月12日、フォトグラファーmisaki氏の「光写真展」〜アーティストとしての新たな挑戦〜にゲストモデルとして参加。

## 概要
2007年7月24日京田真以美とMarryDoll結成。
京田真以美卒業後、Misaが加入。
関西を中心としたライブ活動、楽曲制作の他、ラジオ・テレビ・街頭ビジョンなど多方面で活動している。
2010年より東京での活動を本格的に開始する。

## ディスコグラフィー

### シングル
インディーズ
- babystar(2007年12月24日、自主制作)
「アゲハキャットパニック」（エンタ!371）エンディングテーマ

1. babystar
2. babystar(remix)
3. babystar(instrumental)

- tell me(2008年5月10日、ダイキサウンド)

1. tell me
2. fairy tale
3. fairy tale(remix)
4. tell me(instrumental)

- Honey☆Tune〜天使に出会って〜（2008年9月20日、ダイキサウンド）

1. Honey☆Tune
2. Sunflue
3. Honey☆Tune(remix)
4. Honey☆Tune(instrumental)

- Honey☆Tune〜奇跡に出会って〜（2008年9月20日、ダイキサウンド）

1. Honey☆Tune
2. Sunflue
3. Sunflue(remix)
4. Sunflue(instrumental)

- YES!存在証明!（2010年5月21日、D-Mix Entertainment）

1. YES!存在証明!
2. きみと空〜Shiny Days〜
3. YES!存在証明!(instrumental)

- 走れ!全力少女/強引 Your Way（2011年2月9日、D-Mix Entertainment、両A面シングル）

1. 走れ!全力少女
2. 強引 Your Way
3. 走れ!全力少女(instrumental)
4. 強引 Your Way(instrumental)

プロモーションDVD付

### アルバム
- SWEET&SMILE(2009年5月13日、D-Mix Entertainment)

DISK1 CD:
01. 大好きのヒミツ
02.バニラ〜永遠以上 そばにいて〜
03.想い・・・
04.Tell Me
05.Baby Star
06.Honey☆Tune
DISK2 DVD:
大好きのヒミツ〜プロモーションビデオ〜

### CD未収録曲
- 「To the future」女子プロボクシングイベント「TO THE FUTURE 〜未来へ〜vol.11〜トリプル女子世界タイトルマッチ　公式応援ソング
- 「君KissME」作詞：misa / 作曲：キムアス(バブルこうせん) / 編曲：MarryDoll
- 「なかなおりの唄」作詞：misa / 作曲：キムアス(バブルこうせん) / 編曲：MarryDoll
- 「君は魔法使い」作詞：misa / 作曲：キムアス(バブルこうせん) / 編曲：MarryDoll
- 「Love,Cherry」作詞：MarryDoll / 作曲：西川佐登志

### DVD
- 『天使と奇跡が出会ったとき』（2008年11月29日）
- 『YES!存在証明!プロモーションDVD』ピンク板・ブルー版（2010年8月7日、D-Mix Entertainment）
- 『音エモン PRESENTS マリードールハウス IN LIVE HOUSE クリスマススペシャル ライブDVD』(2011年1月29日）

## 単独ライブ
| 開催日         | 公演タイトル                                                                      | 会場                  | 備考                   |
| -------------- | --------------------------------------------------------------------------------- | --------------------- | ---------------------- |
| 2008年7月26日  | MarryDoll -1周年&涼子生誕祭イベント-                                              | 北堀江 club vijon     | 主催ライブ             |
| 2009年7月25日  | SWEET&SMILE                                                                       | 心斎橋 FAN J twice    | ワンマンライブ         |
| 2009年8月30日  | 夏合宿打ち上げだよ全員集合!                                                       | 目黒区 目黒食堂       | プチワンマン           |
| 2009年11月23日 |                                                                                   | 目黒区 目黒食堂       | プチワンマン           |
| 2010年4月10日  | 春よ来い！来い！濃い！プチワンマン☆〜いいことありそな、目黒食堂〜                 | 目黒区 目黒食堂       | プチワンマン           |
| 2010年8月7日   | REVLIMIT                                                                          | 麻布十番 WAREHOUSE702 | ワンマンライブ2010     |
| 2010年12月3日  | 音エモン PRESENTS マリードールハウス IN LIVE HOUSE クリスマススペシャル           | OSAKA MUSE            | ワンマンライブ2010大阪 |
| 2011年1月22日  | MarryDoll & Yooko プチツーマンライブ！ 〜Yooko ニューシングル発売記念スペシャル〜 | 目黒区 目黒食堂       | プチツーマン           |
| 2011年2月24日  | MarryDoll 新曲発売記念・強引/全力ライブ！                                         | 渋谷CLUB CRAWL        | CD購入者特典           |
| 2011年4月3日   | 音エモン PRESENTS MarryDoll Sweets & Live 2011 〜全力少女 全員集合!!〜            | 中津 ART COCKTAIL     | 女性限定無料ライブ     |
| 2011年12月3日  | Marry Doll プチワンマンLive リクエストスペシャル 〜MUSEじゃなくてごめんなさい〜   | 秋葉原ROCKET GATE     | プチワンマン           |
| 2012年4月30日  | Marry Doll ワンマンLIVE「今をMAX BET〜極太音祭〜」                                | 吉祥寺club SEATA      | ワンマンライブ2012     |
| 2012年4月30日  | Marry Doll プチワンマンLive〜みさのすけの聖誕祭しちゃうのすけ！〜                 | 上野 BRASH            | プチワンマンライブ     |
| 2012年8月18日  | Marry Doll プチワンマンLive～みさのすけの聖誕祭しちゃうのすけ！～                 | 上野 BRASH            | プチワンマンライブ     |
| 2012年9月29日  | 正統派アイドルVSキワモノアイドルライブバトル2012秋                                | 亀戸YANAGI            | 主催イベント           |
| 2012年11月4日  | 〜MarryDoll presents〜大阪アイドル×アイドルDJ サンデーナイト!!                    | 心斎橋WAX             | 主催イベント           |
| 2012年11月25日 | アイドル×芸人 ライブ魂2012                                                        | 吉祥寺SEATA           | 主催イベント           |
| 2012年12月30日 | 今年のことは今年のうちに！年末アイドル感謝祭ライブ！                              | 初台Doors             | 主催イベント           |
| 2013年2月6日   | マリードール×SPLASH ツーマンライブ                                                | 渋谷CRAWL             | ツーマンライブ         |
| 2013年2月27日  | マリードール × UP's infnity ツーマンライブ                                        | 渋谷CRAWL             | ツーマンライブ         |
| 2013年3月20日  | マリードール Tour in OKINAWA                                                      | 沖縄Out put           |                        |
| 2013年4月21日  | マリードール ワンマンライブ2013〜今が思い出に変わるその瞬間〜                     | SHIBUYA-REX           | 解散ライブ             |

## メディア出演

### テレビ
- ウキ→ビジュ（2008年10月2日、中京テレビ）
- ぐっじょぶ!（2008年11月9日、サンテレビ）
- ミューパラ特区（2009年5月、ABC朝日放送） - エンディングテーマ曲「大好きのヒミツ」
- ミューパラ特区（2009年5月28日、ABC朝日放送） - ゲストコメント出演
- ぽじボジたまご（2009年6月29日（生放送）、KBS京都）
- サタ☆テン（2009年10月17日（生放送）、NHK名古屋）
- マン☆テン（2009年10月19日、NHK名古屋）
- アニソ〜ンぷらす（2009年11月16日、テレビ東京）
- マルコポロリ!（2010年6月13日、関西テレビ） - ゲスト出演
- ミュージャック（2010年8月5日、関西テレビ） - ゲスト出演

レギュラー番組
- アイドルスナイパー1・2-平成アイドル図鑑-（2009年4月 - 2010年3月、テレビ大阪 / スカパー!ビクトリーチャンネル）
- アイドルスナイパー3-平成アイドル図鑑-（2010年4月 - 9月、テレビ大阪 / スカパー!ビクトリーチャンネル） - メインMC（レギュラー出演）
- 音エモン（2010年10月 - 2011年3月、関西テレビ） - レギュラー出演

### CM
- アイフル「わんポチっと。」

### ラジオ
- アイドルサイドを歩け!!〜Walk On The Idol Side〜（2008年7月 - 2009年1月、Kiss-FM KOBE / アメリカ村TVにて映像配信）

その他多数出演

### WEB
- 一緒に食べよ♪（2010年10月11日、あっ!とおどろく放送局）
- 一緒に育てよ♪ふれ愛ドル月曜（2010年10月11日、あっ!とおどろく放送局） - ゲスト出演
- 一緒に育てよ♪ふれ愛ドル金曜（2011年2月11日、あっ!とおどろく放送局） - ゲスト出演
- 柚原凪の『シャカリキ!きゅあコレクション』（2011年2月22日、あっ!とおどろく放送局） - ゲスト出演
- 笑顔を求めて 〜一人でも多くの応援メールを!!〜（2011年3月18日、あっ!とおどろく放送局） - メインMC ※東日本大震災緊急特別番組
- 見たい!出たい!作りたい!（2011年3月19日、あっ!とおどろく放送局）
- 一緒に食べよ♪土曜日（2011年4月2日 - 、あっ!とおどろく放送局） - メインMC
- 見たい!出たい!作りたい!（2011年4月2日 - 、あっ!とおどろく放送局） - メインMC

### 新聞・雑誌・書籍
- 日刊ゲンダイ大阪版夕刊（2008年10月24日） - インタビュー
- インディーズアイドル情報誌「Cure Mani」創刊号（2009年10月15日）
- 週刊プレイボーイ（2009年11月9日） - リアル系アイドル特集
- 産経新聞大阪府下朝刊（2010年10月9日） - 船場まつりPR
- W100 LIVEアイドル（2010年11月30日、サエキけんぞう著、シンコーミュージック・エンタテイメント）
- リアル系アイドル図鑑（2011年4月11日）
- スポーツ報知 東京本社・大阪本社版（2012年1月16日、アイフル「わんポチっと。」）
- スポーツニッポン 全国版 / 東京本社・西部本社・北海道支社・大阪本社版（2012年1月16日、アイフル「わんポチっと。」）
- サンケイスポーツ 東京本社・大阪本社版（2012年1月16日、アイフル「わんポチっと。」）
- 日刊スポーツ 全国版 / 東京本社・西部本社・北海道支社・大阪本社版（2012年1月17日、アイフル「わんポチっと。」）
- デイリースポーツ 大阪本社版（2012年1月18日、アイフル「わんポチっと。」）